# Кругліков Юрій Олександрович

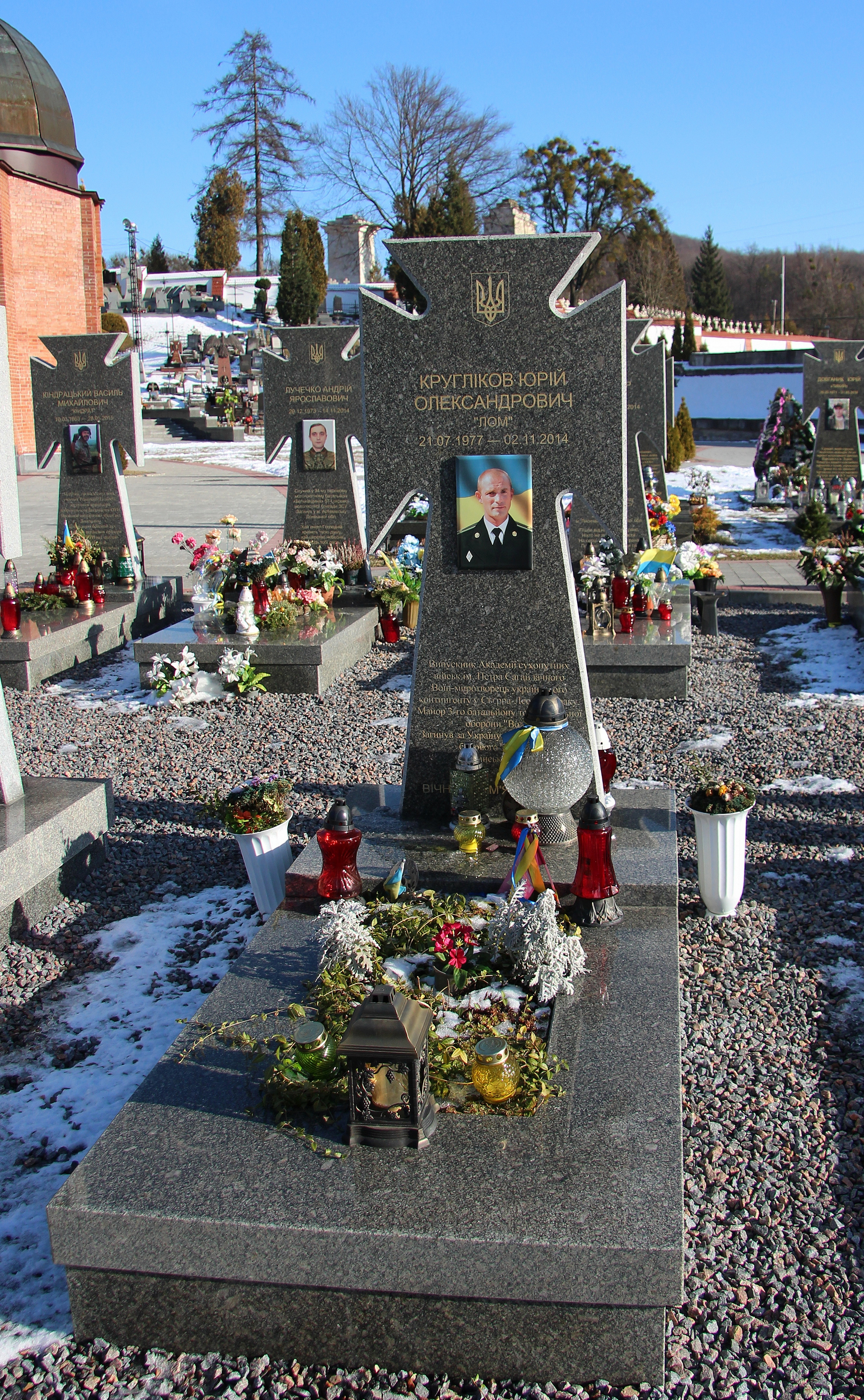

Ю́рій Олекса́ндрович Кру́гліков (нар. 21 липня 1977 — пом. 2 листопада 2014) — майор Збройних сил України.

## Життєпис
Закінчив львівську ЗОШ № 45, 1999-го — Академію сухопутних військ імені гетьмана Петра Сагайдачного, спеціальність «автомобілі та автомобільне господарство». Кадровий військовий у четвертому поколінні. Протягом 1999—2006 років перебував на військовій службі, 2003-го — у Сьєрра-Леоне; офіцер-координатор по зв'язках з місією ООН, 2005-го — в Іраку, старший офіцер українського миротворчого контингенту.
Протягом 2008—2010 років працював менеджером повітряного транспорту «Mesopotamia group LLC» (Афганістан й Таджикистан, вільно володів англійською мовою.
У часі війни — військовослужбовець 3-го батальйону територіальної оборони Львівської області «Воля».
Загинув 2 листопада 2014-го у Старобільському районі під час виконання бойового завдання поблизу села Половинкине.
Похований з військовими почестями на Личаківському цвинтарі, поле почесних поховань № 76.
Лишились двоє синів — 2008 й 2010 р.н.

## Нагороди та вшанування
За особисту мужність і героїзм, виявлені у захисті державного суверенітету та територіальної цілісності України, вірність військовій присязі під час російсько-української війни, відзначений — нагороджений
- 25 червня 2016 року — орденом Богдана Хмельницького III ступеня (посмертно)[2]
- 2 грудня 2016-го на фасаді львівської школи № 45 відкрито меморіальну дошку честі випускника Юрія Круглікова